# آلفرد کلبش
آلفرد کلبش (انگلیسی: Alfred Clebsch؛ ۱۹ ژانویهٔ ۱۸۳۳ – ۷ نوامبر ۱۸۷۲) یک دانشمند در زمینه هندسه جبری اهل آلمان بود. وی به همراه کارل نویمان مجله ریاضیات ماتماتیشه آنالن را بنیان نهاد. همکاری وی با پاول گردان در دانشگاه گیسن به کشف ضرایب کلبش-گردان منجر شد که امروزه در فیزیک کوانتوم کاربرد فراوانی دارند.